# Ноговицын, Николай Германович
Никола́й Ге́рманович Ногови́цын (род. 7 января 1948 года) — советский двоеборец, серебряный призёр чемпионата мира 1970 года, Заслуженный мастер спорта СССР.

## Спортивная карьера
- Чемпион СССР (1970, 1976),
- чемпион Всемирной Универсиады (1970);
- Серебряный призёр чемпионата Мира (1970, Чехословакия);
- 4-кратный обладатель Кубка СССР;
- победитель международных Лахтинских игр;
- участник зимних Олимпийских игр (Инсбрук, 1976) — 6 место.